# Carlos Cecílio Nunes Góis Mota
Carlos Cecílio Nunes Góis Mota (? – 25 de Janeiro de 1973) foi um jurista e dirigente desportivo português.

## Carreira
Licenciado em Direito pela Faculdade de Direito da Universidade de Lisboa e com o curso de Matemáticas Gerais, foi Advogado e Juiz e tornou-se Assessor Jurídico da Caixa de Previdência, Conselheiro do Presidente e, mais tarde, Presidente da Junta do Crédito Público e Ajudante e Secretário do Procurador-Geral da República.
Tornou-se Sócio do Sporting Clube de Portugal em Dezembro de 1934 e fez parte dos Corpos Sociais do clube em muitos mandatos, cumprindo muitas obrigações durante doze anos consecutivos, tendo participado nove vezes na Direcção do clube antes de se tornar seu 29.º Presidente entre 29 de Janeiro de 1953 e 30 de Junho de 1957, duas como Vogal e sete consecutivas como Vice-Presidente, entre 19 de Janeiro de 1946 e 30 de Janeiro de 1952. Fez parte do Conselho-Geral, órgão que presidiu entre 1963 e 1965, e do qual foi considerado Membro Vitalício. Também foi feito Sócio de Mérito.
Sob a sua liderança José António Barreto Travassos, um dos Cinco Violinos, que também jogaram no seu tempo e incluíam António Jesus Correia, Fernando Baptista de Seixas de Vasconcelos Peyroteo, Albano Narciso Pereira e Manuel Vasques, em 1955, foi um dos primeiros jogadores de futebol portugueses a tornar-se jogador na Selecção da Europa contra a Grã-Bretanha e Irlanda do Norte, em Belfast, ganhando a sua alcunha Zé da Europa.
O Sporting teve que competir em campos emprestados até que, finalmente, o Estádio José Alvalade foi construído e inaugurado por si a 10 de Junho de 1956 no Campo Grande, em Lisboa. Este evento coincidiu também com o aniversário das Bodas de Ouro do clube, celebradas com um vasto leque de actividades e duma maneira nunca antes vista no país. Para a ocasião foi também publicado o livro 50 Anos ao Serviço do Desporto e da Pátria, que constitui um documento único sobre a história da primeira metade de século do Sporting Clube de Portugal. O lema do clube, Esforço, Dedicação, Devoção e Glória: Eis o Sporting, foi também adoptado durante o seu mandato, o qual deu especial atenção às filiações e delegações do Sporting no continente, nas ilhas e no ultramar.
O clube ganhou o Campeonato Português de Futebol da Primeira Divisão de 1952–53 e a Taça de Portugal também de 1952–53, o Campeonato Português de Futebol novamente da Primeira Divisão de 1953–54, com o qual concluiu uma série de quatro vitórias consecutivas, e o Campeonato de Reservas em 1954–55.
Também enviou duas Embaixadas do clube ao Brasil, recebendo o grau de Cavaleiro da Ordem Nacional do Cruzeiro do Sul numa dessas ocasiões.
Contrariamente à crença popular, ele não foi Agente da PIDE. Na realidade, ele foi Membro, Comandante da Brigada Naval, Membro da 4.ª Junta Central e da 5.ª Junta Central e Secretário Geral da Legião Portuguesa e homem de confiança de António de Oliveira Salazar. Nesta posição, em 1961, no rebentar da Guerra Colonial, recrutou uma Companhia (chamada Terço na Legião Portuguesa) de voluntários a fim de proteger as instalações da Companhia Angolana de Agricultura, propriedade da família de banqueiros do Espírito Santo Silva, na Província de Cuanza Sul. Foi também por sua iniciativa que ele e os Serviços de Informação da Legião Portuguesa, então chefiados pelo Inspector de Educação aposentado Parente de Figueiredo e que incluia também o jornalista Luís Lupi, contratou, a fim de se tornar Agente em Angola Fernando da Conceição Araújo, antigo comerciante e colono em Nova Lisboa que havia falido, permanecendo como seu supervisor.
Casou com Sofia de Assunção Mendonça e foi avô materno de António Mota de Sousa Horta Osório.